# Giuseppe Parisi
Marchese Giuseppe Ruggiero Parisi (Moliterno, 27 marzo 1745 – Napoli, 14 maggio 1831) è stato un generale e ingegnere militare italiano, ministro della guerra e capo di Stato Maggiore dell'esercito delle Due Sicilie, nonché fondatore della scuola militare Nunziatella di Napoli.

## Biografia

### L'inizio della carriera militare
Figlio del marchese Domenico Parisi e della nobildonna Margherita Porcellini di Stigliano, fu avviato agli studi di matematica, fisica e astronomia dallo zio Angiolo Parisi, che gli permise in Napoli di frequentare amicizie del livello di Antonio Genovesi e di Mario Pagano.
Nel 1764 intraprese la carriera militare, entrando nel 1º Reggimento di fanteria della Brigata "Calabria" e successivamente al corso accademico di artiglieria e genio, conseguendo nel 1771 la nomina di Ingegnere del Genio Militare ed il grado di tenente.
Dal 1774 al 1781 fu professore nella Reale Accademia del Battaglione Ferdinandeo, poi fu inviato a Vienna dove si perfezionò negli studi di architettura militare. In questo periodo ottenne i gradi prima di maggiore e poi di tenente colonnello, con i quali fu richiamato a Napoli nella scuola militare della Paggeria nel 1787.

### La fondazione della "Nunziatella"
Nello stesso anno iniziò l'opera di trasformazione della Accademia Militare della Paggeria nella Reale Accademia Militare detta della "Nunziatella", che sotto il comando di Domenico della Leonessa aprì i suoi corsi il 18 novembre  1787 acquistando in breve tempo buona reputazione ed importanza in tutta Europa.
Nel 1790, Parisi fu nominato Comandante effettivo dell'Accademia della Nunziatella, e ne mantenne l'incarico fino al 1797, quando se ne allontanò con il grado di maggior generale.
Fra gli altri incarichi ricoperti dal Parisi, ricordiamo la Presidenza del Consiglio di Stato per la sezione Guerra e Marina, e l'incarico per le fortificazioni del Regno.

### Gli incarichi politici
Insieme a Florestano Pepe e Davide Winspeare, partecipò alla stesura della Costituzione, utile al Re per la convocazione dei collegi e l'elezione dei deputati.
Nel dicembre 1820 fu nominato Ministro della guerra, e mantenne tale incarico fino al marzo 1821, quando si ritirò con il grado di tenente generale (oggi Capo di Stato Maggiore).
Fu membro della Massoneria.

## Discendenza
- Un pronipote di Giuseppe Parisi, Arturo Parisi, è stato allievo della Scuola militare Nunziatella ed ha successivamente assunto il ruolo di Ministro della Difesa della Repubblica Italiana.
- Sua nipote Raffaella sposò Giustino Fortunato, futuro primo ministro del Regno delle Due Sicilie e prozio dell'omonimo meridionalista. La coppia ebbe tre figli: due maschi (morti prematuramente) e una femmina.
- Sposò Maria Antonia Vignales ed abitò in Napoli alla Strada Ponte di Chiaia n. 39.
- A lui è dedicata la via a Napoli di fronte alla Scuola militare Nunziatella fondata da lui stesso.

## Giudizi
(Mariano d'Ayala)